# Jixiang, Sichuan
Jixiang (kinesiska: 吉祥镇, 吉祥) är en köping i Kina. Den ligger i provinsen Sichuan, i den sydvästra delen av landet, omkring 140 kilometer öster om provinshuvudstaden Chengdu. Antalet invånare är 12 848. Befolkningen består av 6 262 kvinnor och 6 586 män. Barn under 15 år utgör 13,0 %, vuxna 15-64 år 72 %, och äldre över 65 år 13,0 %.
Genomsnittlig årsnederbörd är 1 339 millimeter. Den regnigaste månaden är juli, med i genomsnitt 269 mm nederbörd, och den torraste är december, med 7 mm nederbörd.